# Somogyszentpál
Somogyszentpál est un village et une commune du comitat de Somogy en Hongrie.